# Tripseuxoa hibernans
Tripseuxoa hibernans är en fjärilsart som beskrevs av Köhler 1968. Tripseuxoa hibernans ingår i släktet Tripseuxoa och familjen nattflyn. Inga underarter finns listade i Catalogue of Life.